# Casandria
Casandria (în greacă veche Κασσάνδρεια, transliterat: Kassándreia) a fost unul dintre cele mai importante orașe din Macedonia Antică, fondat și numit după Casandru în 316 î.Hr. 
Acesta a fost plasat pe locul vechiului oraș grec Potideia, pe istmul Peninsulei Palenice, iar faptul că localitatea a fost denumită după el însuși sugerează intenția lui Casandru de a-și stabili capitala aici. Începutul construcției unui canal care să-l traverseze subliniază și planul de a-l dezvolta ca un port situat pe ambele laturi ale istmului.

## Istorie

### Origini
La scurt timp după ce a fost fondat, Casandria a devenit un oraș mare și prosper, depășind majoritatea celorlalte așezări macedonene. Filip al V-lea al Macedoniei a transformat portul în principala sa bază navală. 

### Stăpânirea Romană
Spre sfârșitul Republicii Romane, în jurul anului 43 î.Hr., o colonie romană a fost fondată de proconsulul Hortensius Hortalus, din ordinul lui Brutus. În anul 30 î.Hr. a fost strămutată de Octavian, odată cu atragerea unor noi coloniști și a primit numele oficial Colonia Iulia Augusta Cassandrensis. Teritoriul administrat de colonie cuprindea toată Palena și se întindea la nord, până la poalele muntelui Colomontas. Orașul s-a bucurat de ius Italicum și este menționat în enciclopedia lui Pliniu cel Bătrân și în mai multe inscripții din epocă. A fost distrusă de huni și slavi în jurul anului 540 d.Hr.

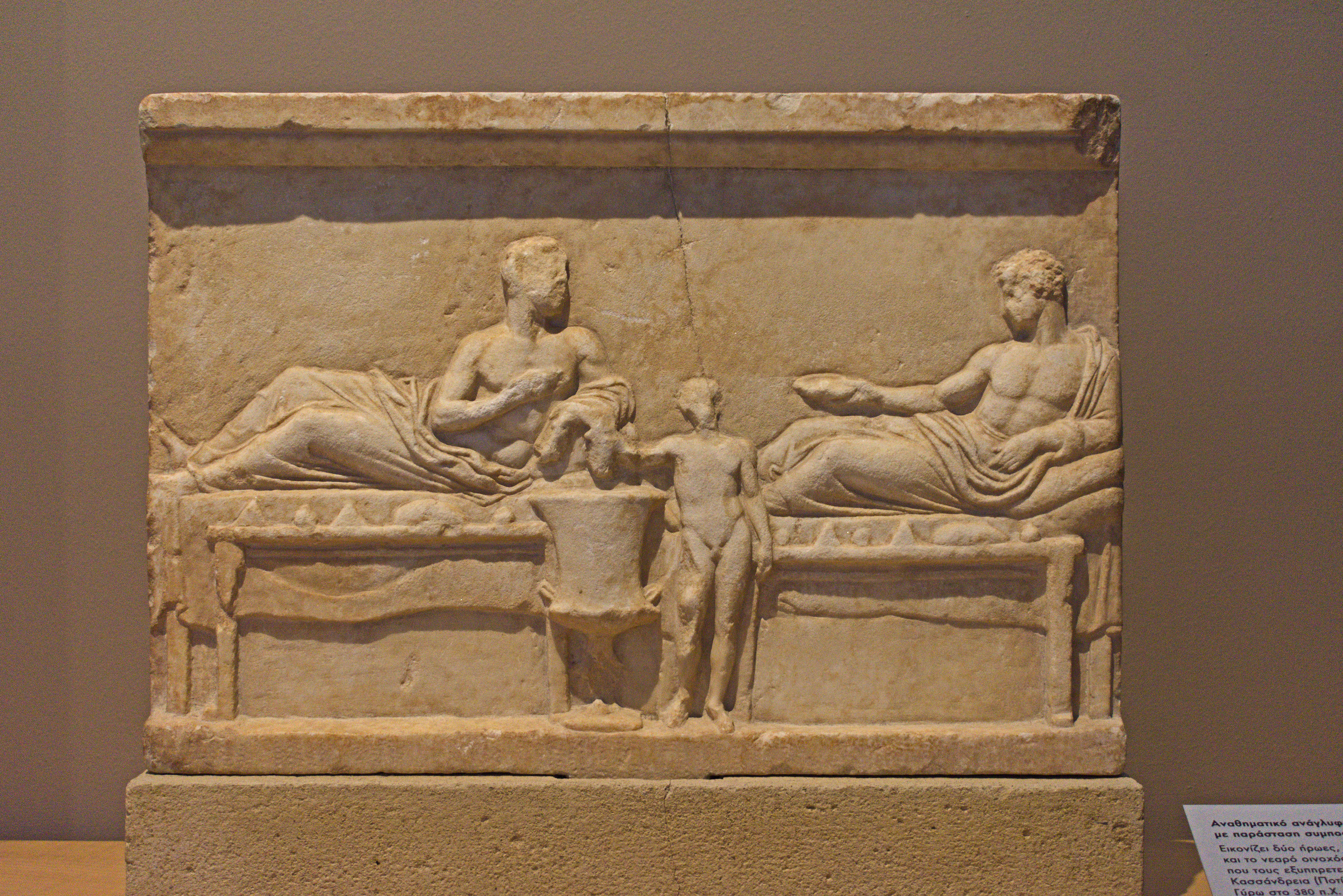
Basorelief al unui symposion, găsit în Nea Potideia, lângă Casandria

### Epoca Modernă
Localitatea Kassandreia, numită Valta înainte de 1955, se află destul de departe de situl antic, în centrul peninsulei. Casandria Antică se află în apropierea orașului Nea Poteidaia, dar nu a fost excavat arheologic.

## Religie
Eparhia creștină a orașului este menționată la începutul secolului X în Notitiae Episcopatum, în timpul domniei împăratului bizantin Leon al VI-lea Filozoful. Episcopul Casandriei, Hermogene, a participat atât la Sinodul Tâlharilor din Efes, în 449 d.Hr., cât și la Sinodul de la Calcedon din 451. 
Pe lângă faptul că este sediul unei vechi mitropolii ortodoxe grecești, Casandria este listată astăzi de Biserica Catolică ca fiind scaun titular.

## Personalități
- Aristobul (sec. IV î.Hr.), istoric;
- Poseidip (sec. III î.Hr.), comedian.